# Heinz Klinke
Heinz Klinke (* 1. Dezember 1925 in Breslau; † 18. September 2010) war ein deutscher Politiker (SPD). Er war von 1962 bis 1979 Mitglied des Landtags von Schleswig-Holstein.

## Leben
Nachdem Klinke Volksschule und Oberschule besucht hatte, kam er zur Kriegsmarine und besuchte die Marinekriegsschule. Er absolvierte später eine Landwirtschaftslehre und war ab 1947 als Landwirtschaftsgehilfe tätig. Er studierte am Institut für Heilpädagogik der Pädagogischen Hochschule Kiel und wurde im Jahr 1949 Volksschullehrer, ab 1950 war er Schulleiter. Im Jahr 1961 wechselte er als Lehrer an eine Sonderschule und wurde 1967 Sonderschulkonrektor.
Klinke war Vorsitzender des SPD-Ortsvereins Wendtorf und Vorsitzender des SPD-Kreisverbandes Plön. Er war in den Jahren 1959 bis 1970 Mitglied des Plöner Kreistages und saß von 1962 bis 1970 im SPD-Fraktionsvorstand. Bei den Landtagswahlen in den Jahren 1962 und 1967 wurde Klinke jeweils als Direktkandidat der SPD im Wahlkreis Plön-Nord (29 bzw. 30) in den schleswig-holsteinischen Landtag gewählt, bei den folgenden Wahlen 1971 und 1975 zog er über die Landesliste in den Landtag ein. Er war Abgeordneter vom 29. Oktober 1962 bis zum 26. Mai 1979.
Klinke war stellvertretender Vorsitzender des GEW-Ortsvereins Laboe. Von 1967 bis 1970 war Klinke Präsident der schleswig-holsteinischen Landesorganisation des Arbeiter-Samariter-Bundes Deutschland und auch später noch Mitglied des Landesvorstandes. Er war zudem Vorsitzender der Deutsch-Polnischen Gesellschaft Schleswig-Holstein.

## Auszeichnungen
- Verdienstkreuz am Bande 17. Februar 1977
- Verdienstkreuz 1. Klasse 30. Oktober 1979
- Schleswig-Holstein-Medaille 1979